# 菲爾角銀光魚
菲爾角銀光魚（英語：Cape Fear shiner，學名：Notropis mekistocholas），又名菲爾角美洲鱥，是鯉科的一種小型淡水魚，原産於北卡羅來納州中央數縣，也僅見於菲爾角河盆地的淺溪中。魚體呈黃色，沿中線兩側各有一條黑色條紋，魚唇也是黑色的。菲爾角銀光魚常常與其他的小鰷魚混在一起遊動，每年可產兩次卵，野生條件下壽命為二至三年。雌雄兩性外表基本相同，但繁殖季節體色會發生變化。1962年被發現。
菲爾角銀光魚本身數量較少，建築大壩和水污染等造成的棲息地破壞更是雪上加霜。1987年被首次認定為瀕危物種，雖然已經開始對次物種進行保護，其現依然已是極危物種，野生條件下約只有五條菲爾角銀光魚。

## 命名法
菲爾角銀光魚在1962年首次被發現，1971年被小弗蘭克林（Franklin F. Snelson, Jr.）誤認為新物種。其學名來自古希臘語mēkistos/μηκιστος（最長/最高或很長，即mēkos/μηκος的最高級）和cholas/χολας（腸子或膽汁）。菲爾角銀光魚屬於鯉科 美洲鱥屬，該屬下包含許多北美鰷魚。它在美洲鱥屬算是一個獨特的物種，因為其腸子狹長而構造更為複雜，同屬生物中只有Notropis nubilus有類似特徵。而原因主要取決於其素食性。其魚唇、頭部的形狀及八個臀鰭鰭條也與衆不同。此外，它也是少數擁有腹膜的美洲鱥屬魚類。與Notropis procne及Notropis stramineus有親緣關係。

## 描述
菲爾角銀光魚是一種小型而強壯的魚，體長平均為5（2.0英寸），最大不過7.7（3.0英寸）。體側呈現銀黃色光澤，兩側各有一條黑色條紋橫貫全身直至尾柄，上部還有另外一對條紋，但色澤極為黯淡。鱗屑的輪廓為黑色。魚鰭略呈黃色，有斑點。背鰭開始於腹鰭稍靠後的位置。繁殖季節雄性會變成金色，而雌性則會變成銀色。上唇為黑色，下唇有一條黑色的條紋。
與其他雜食性的同類一樣，菲爾角銀光魚只有咽頭齒用以咀嚼食物。菲爾角銀光魚的臀鰭有八個鰭條。因為身體略微透明，其盤曲的腸子和黑色腹膜可以直接從體外看到。

## 分佈與棲息地

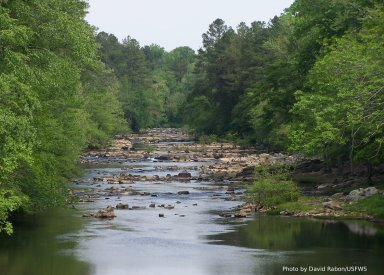
北卡羅來納州洛磯河（Rocky River）的菲爾角銀光魚棲息地

菲爾角銀光魚原産於北卡羅來納州山地地區的菲爾角河上盆地。作為美洲鱥屬分佈範圍最狹窄的物種，現已知只有五個存活的野生種生活在查塔姆縣、哈尼特縣、李縣、穆爾縣和蘭道夫縣的深河（Deep River）、山楂河（Haw River）和洛磯河（Rocky River）。冬季會從主河道的淺灘遷徙到小型支流里。
其棲息的淺灘多是鵝卵石底，且周圍有美國水柳和水草為其提供藏身之地。菲爾角銀光魚很少進入水深超過0.5（1.6英尺）的河流中。

## 習性
菲爾角銀光魚常和其他鰷魚群一起遊動，一般在人工飼養的情況下可以存活六年，但野生情況下只有二到三年的壽命。
根據腸子的構造，菲爾角銀光魚主要以植物為食，但後來有研究發現其也會使用動物性食物。主要食譜包括岩屑、浮游生物、硅藻和其他藻類。
其天敵包括莓鱸等鱸魚，以及引入的鏟鮰。不過成年的鏟鮰因與菲爾角銀光魚棲息地不同而不會對其構成威脅。
菲爾角銀光魚在每年5月15日左右水溫19 °C（66 °F）時開始產卵。第二次繁殖季通常發生在夏末。兩性的體色在此時發生變化，雄魚的體前側將長出小瘤。產卵時前往洛磯河水流緩慢的區域。幼魚在三天後就會孵化出來，另外還會攜帶五天的卵黃囊。直到一年之後成熟為止，幼魚會繼續生活在這些水流緩慢的地區。

## 保護

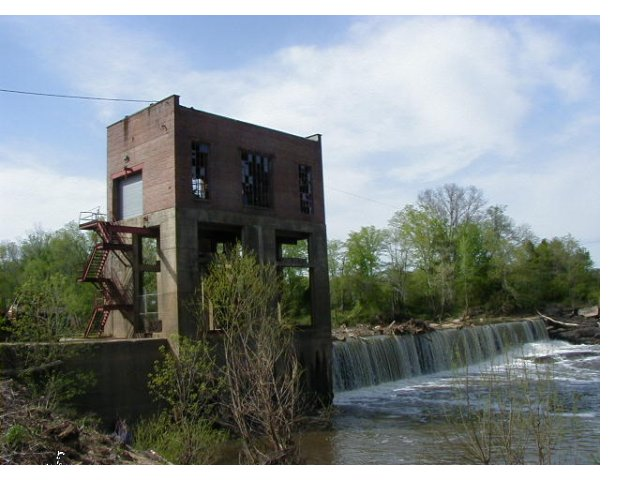
Carbonton Dam，此水壩一直影響著菲爾角銀光魚的棲息，2005年被拆除

雖然只有五條野生種，但其人工飼養的數量有1500到3000條。根據美國1973年頒佈的瀕危物種法案，1987年9月25日菲爾角銀光魚被認定為關鍵棲息地瀕危（Endangered with Critical Habitat）。而自此以後，其數量和棲息地範圍就開始不斷縮小。根據雷斯法案，這種魚被限制捕撈或交易。不過據信菲爾角銀光魚在歷史上曾經數量很多。
其生存的主要威脅之一是菲爾角河上的大壩，這些大壩導致這種魚棲息的淺灘消失。一些地理分隔種的消失可能還要歸因於基因問題，不過2004年的研究顯示其遺傳多樣性依然很豐富。此外水污染也是其瀕危的元兇之一，因為這種魚對污染物十分敏感。
美國魚類及野生動物管理局負責菲爾角銀光魚的保護工作。他們已採取了必要的保育措施，1989年捐贈16,000美元以維護北卡羅來納動物園中生活的菲爾角銀光魚。自從1997年成功地進行了人工繁殖以來，這種魚開始變得極易飼養。2001年的一項實驗中，900條菲爾角銀光魚被放生以測試水質。
2006年2月破壞了菲爾角銀光魚棲息地的Carbonton Dam被拆除，因此其所在河段的水位已恢復歷史正常水平。

## 外部連結
- North Carolina Zoo Captive Breeding Program
- US Fish and Wildlife Service species page with conservation strategies （页面存档备份，存于）
- Links to numerous original papers written on the shiner （页面存档备份，存于）
- US Fish and Wildlife Service 1988 Recovery Plan （页面存档备份，存于）